# گری‌هوند

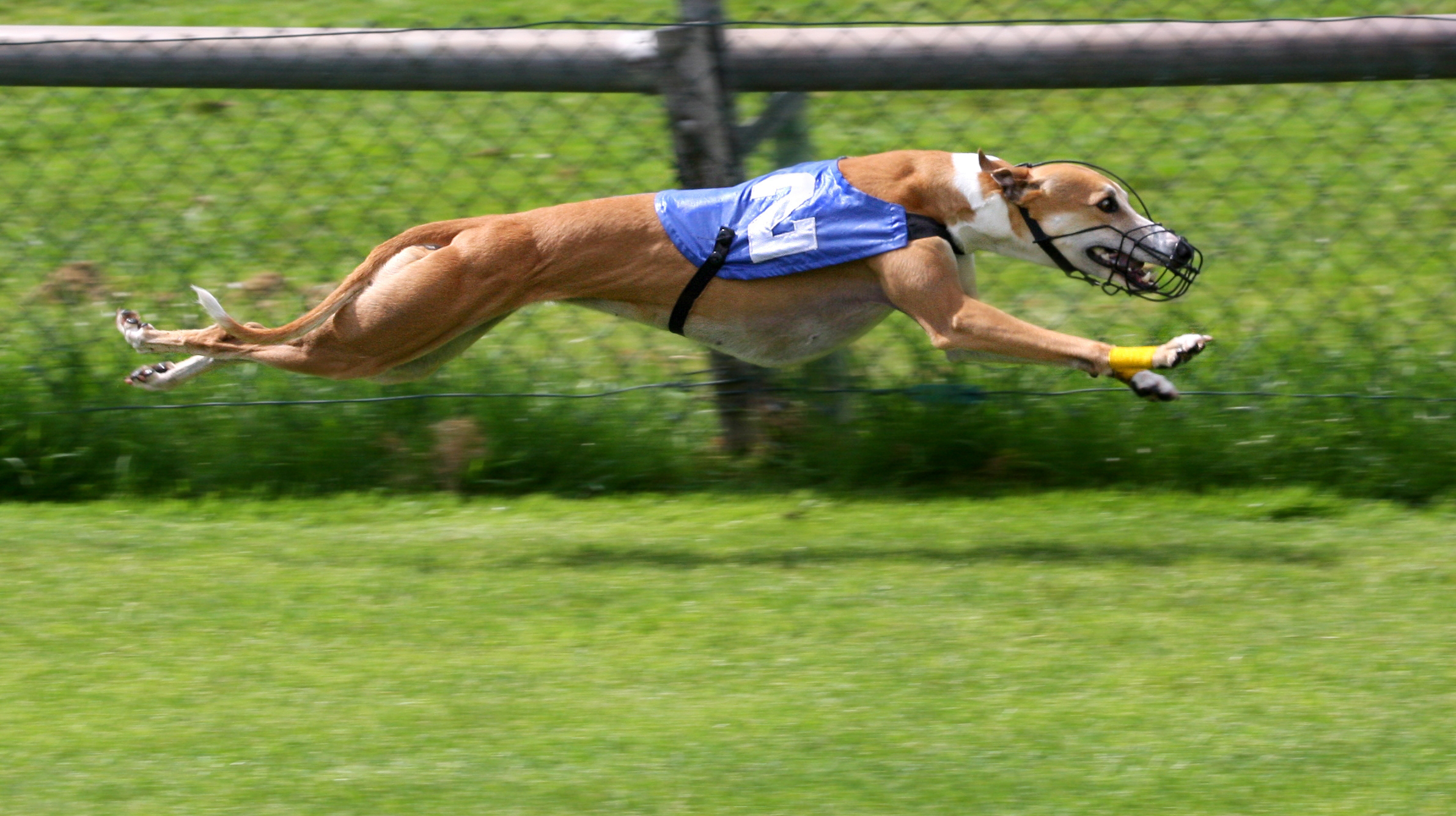
گری‌هوند هنگام دویدن در مسابقه، بدن حیوان به طور کامل کشیده شده‌است.

گری‌هوند، گونه‌ای از سگ‌های شکاری است که در درجهٔ اول آن‌ها را برای مسابقه‌های سرعتی آماده می‌کنند. هرچند اخیراً به دلیل شهرتی که این گونه از سگ‌ها پیدا کرده‌اند از آن‌ها به عنوان سگ‌های خانواده و حیوان خانگی نیز استفاده می‌شود. این نژاد از سگ‌ها بسیار رام و باهوش‌اند؛ پاهایی بلند و قدرتمند، سینه‌ای گود، ستون مهره‌های انعطاف‌پذیر و بدن باریک دارند؛ تمامی این ویژگی‌ها باعث می‌شود تا از آن‌ها در مسابقات سرعتی استفاده شود. این سگ می‌تواند با سرعتی بیش از ۱۸ متر بر ثانیه (۵۹ فوت بر ثانیه) یا ۶۳ کیلومتر در ساعت (۳۹ مایل در ساعت) بدود.

## توضیح

### شکل ظاهری
جنس نَر این سگ‌ها معمولاً ۷۱ تا ۷۶ سانتی‌متر (۲۸ تا ۳۰ اینچ) بلندی آن‌ها تا جَدوگاه است و وزنی بین ۲۷ تا ۴۰ کیلوگرم (۶۰ تا ۸۸ پوند) دارند. جنس مادهٔ آن‌ها کمی کوتاه‌تر است و بلندی شانه‌هایش بین ۶۸ تا ۷۱ سانتی‌متر (۲۷ تا ۲۸ اینچ) است و وزنی بین ۲۷ تا ۳۴ کیلوگرم (۶۰ تا ۷۵ پوند) دارند. گری‌هوندها موهای بسیار کوتاهی دارند که این امر مراقبت از آن‌ها را آسان‌تر می‌کند. حدود ۳۰ رنگ مختلف از این سگ تا به حال دیده شده‌است که به صورت تک‌رنگ یا ترکیبی از رنگ‌های سفید، خاکستری، سیاه، حنایی و قرمز بوده‌است.

### ساختمان بدن

استخوان‌بندی بدن گری‌هوند

دلیل سرعت زیاد گری‌هوندها را باید در بدن سبک ولی عضلانی آن‌ها، داشتن بزرگترین قلب در میان دیگران، کیفیت حرکت آن‌ها و انعطاف‌پذیری بسیار زیاد ستون مهره‌های آن‌ها جستجو کرد. منظور از کیفیت حرکت آن‌ها نحوه ویژه دویدنشان است که در سرعت‌های بالا هر ۴ پا را هم زمان از زمین جدا می‌کنند.

### رفتار
گری‌هوند با وجود اینکه در طول مسابقه پوزه بند بر دهان دارد اما بر خلاف ظاهرش و اعتقاد برخی، سگ وحشی نیست. آن‌ها برای اینکه در طول مسابقه به یکدیگر آسیب نزنند باید پوزه‌بند داشته باشند. اما معمولاً بلافاصله پس از پایان مسابقه زمانی که هیجان ازبین رفت پوزه‌بند آن‌ها برداشته می‌شود. پوست آن‌ها بسیار نازک است و به راحتی در اثر دندان سگ‌ها، زخم می‌شود. البته مواردی در میان این سگ‌ها هست که باید در خارج از محیط مسابقه نیز پوزه‌بند داشته باشند، این به دلیل تمایل زیاد آن‌ها به دنبال کردن شکارهای کوچک است.
گری‌هوندهای بالغ، به تمرین روزانه نیاز ندارند اما توله‌های آن‌ها که هنوز یاد نگرفته‌اند چگونه از انرژی خود استفاده کنند اگر زمان کافی در بیرون سپری نکنند می‌توانند مخرب باشند و باید صاحب آن‌ها باتجربه‌تر باشد.

### گری‌هوند به عنوان حیوان خانگی
صاحبان گری‌هوند معتقدند این حیوان به عنوان حیوان خانگی فوق العاده است؛ آن‌ها بسیار رام، ساکت و وفادار به صاحب خود هستند. برخلاف دیگر سگ‌ها اهل واق واق کردن زیاد نیستند و از بودن با انسان‌ها یا حیوان‌های دیگر لذت می‌برند و البته برخی از آن‌ها هستند که مشکلی با بودن با دیگر حیوانات خانگی مانند گربه‌ها ندارند.
گری‌هوندها در محیط‌های ساکت راحت ترند و به شرطی که بچه‌ها به اندازه کافی بزرگ باشند تا با گری‌هوند تعامل داشته باشند می‌توانند با بچه‌ها دوست شوند.

## یادداشت
1. ↑  http://www.greyhoundinfo.org/?page_id=22
2. ↑  double suspension gallop
3. ↑  به ویکی‌پدیای انگلیسی مراجعه شود.